# 导子镇
导子镇，原为导子乡，是中华人民共和国湖南省衡陽市耒阳市下辖的一个乡镇级行政单位。2015年11月18日，沙明乡与导子乡成建制合并设立导子镇。

## 行政区划
导子镇下辖以下地区：
导子洲社区、导子村、洞中村、通林村、中山坪村、群联村、竹楼村、浔江村、双攸村、芷江村、上浔村、南湾村、农科村、上古村、楼下村、董溪村、横塘村、流天村、曹流村、雄樟村、双喜村、柳山村和扶冲村。